# Nessaea aglaura
Nessaea aglaura är en fjärilsart som beskrevs av Doubleday 1848. Nessaea aglaura ingår i släktet Nessaea och familjen praktfjärilar. Inga underarter finns listade i Catalogue of Life.

## Bildgalleri

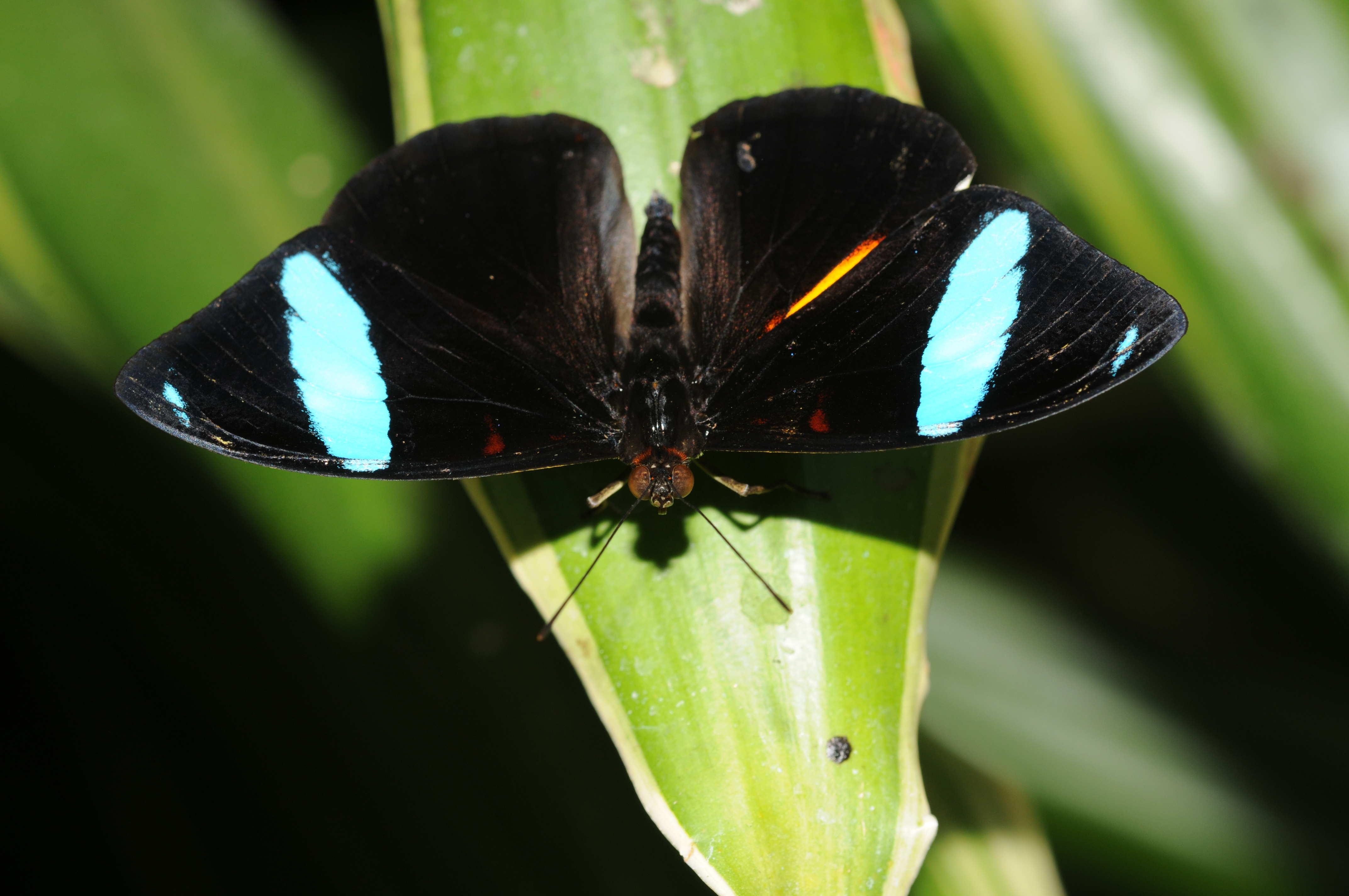